# Eufrasia de Guzmán
Eufrasia Guzmán - Francisca de Guzmán. Fue princesa de Ascoli. Se desconoce su fecha de nacimiento o la fecha en que falleció. Sin embargo, se conoce que nació en Madrid, durante el siglo XVI. Es conocida por haber sido dama de la princesa Juana de Portugal, y amante de su hermano, el rey Felipe II. Era hija de Gonzalo Franco de Guzmán, señor de Préjano y Villafuerte, y de Marina Porres, dama de la emperatriz Isabel, y camarera de la reina Leonor de Francia. La tradición familiar favoreció su entrada en el servicio de la Casa Real, al menos desde 1550 cuando aparece por primera vez en las cuentas de la Casa de la princesa Juana.

## Amante del Rey
Las esposas de Felipe II (María Manuela de Portugal, María I de Inglaterra, Isabel de Valois, y Ana de Austria), no fueron las únicas que compartieron la vida intima del rey. Los rumores hablan de muchas supuestas amantes y de hijos ilegítimos que nacieron de unas de estas relaciones. Entre las amantes atribuidas al monarca español, están Catalina Laínez, Doña Elena Zapata, Catalina Leney, Magdalena Dacre, la vizcondesa de Montague y Eufrasia de Guzmán. En 1563, un embajador mencionaba que "sus diversiones favoritas eran la cacería, los torneos y, sobre todo, las mujeres".

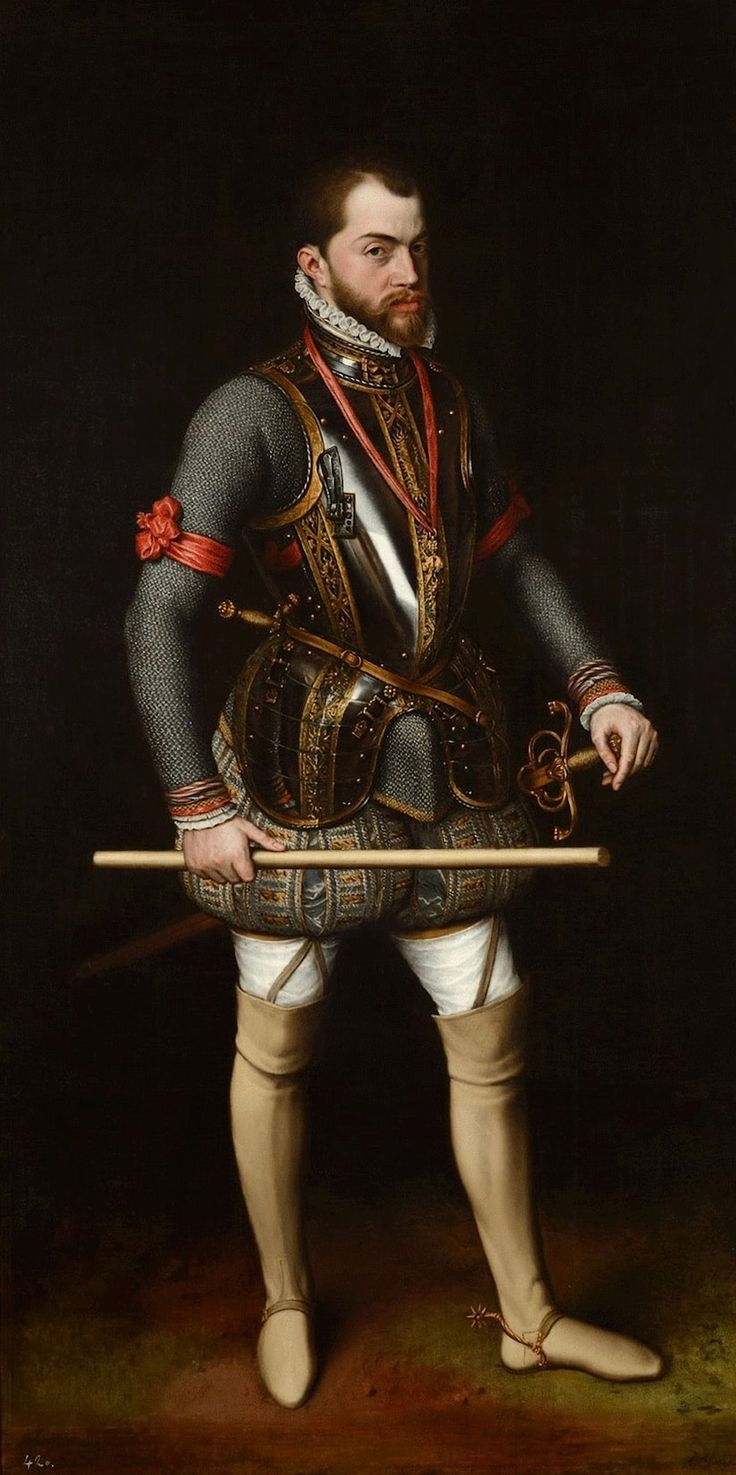
Felipe II por Antonio Moro (1557).

En 1561, la corte se instalaba definitivamente en Madrid y los monarcas estrechaban su felicidad, a pesar de que dormían y comían separados. Isabel se consideraba una de las mujeres más felices del mundo. Entre 1559 y 1564, fue amante de Felipe II, coincidiendo con el tiempo en que el Rey debía esperar a que su esposa, Isabel de Valois, cumpliese la edad adecuada para consumar el matrimonio. Isabel supo del de esta relación y le que recordó los amores de su padre, Enrique II de Francia, con Diana de Poitiers, lo cual sería causa de un profundo sufrimiento. En 1564 se cree que quedó embarazada del monarca, quien, para silenciar los rumores, la obligó a casarse con Antonio Luis de Leiva, III príncipe de Áscoli, nieto del vencedor de Pavía, y miembro del séquito que acompañó al príncipe Felipe en su viaje por Italia, Alemania y Flandes en 1548. Felipe II dotó a Eufrasia y la boda se celebró en la primavera de 1564 en la capilla del Alcázar de Madrid, siendo los padrinos la reina Isabel de Valois y don Juan de Austria, hermano ilegítimo del rey Felipe. 
En mayo de 1564, llega el anuncio del embarazo de la reina. En agosto de ese mismo año, el rey y la reina estaban en una ventana de palacio en Madrid, con la princesa Juana, esperando el comienzo de una gran recepción. La reina embarazada vio a la amante reciente de Felipe, la también embarazada Eufrasia de Guzmán, ahora la princesa de Ascoli, entrando en el palacio para la recepción, vestida casi como una reina. La expresión de Isabel se alteró, empezó a sangrar por la nariz y tuvieron que sacarla. Isabel envió luego a decir al rey que no podría ver la fiesta y que estaba mal.
Un aborto de gemelas fue el fruto de este primer embarazo de la reina Isabel. Los galenos españoles dieron por perdida a su paciente durante el parto, pero la insistencia de un médico italiano, que la purgó, consiguió salvar la vida a Isabel. Parece que mientras ocurrían estos desgraciados sucesos, Felipe continúa con sus escarceos amorosos con Eufrasia.

## Vida posterior
Al parecer, a partir de este momento, Felipe II abandonó su aventura amorosa con Eufrasia. Sería el propio Felipe, quien rápidamente abandonaría esta relación para mantenerse fiel a su esposa, a quien llegó a amar sinceramente.
Antonio de Leyva falleció en Madrid, en noviembre de 1564, cuando Eufrasia estaba embarazada de seis meses. Su hijo póstumo, Antonio Luis de Leyva y de Guzmán, obtuvo los títulos de IV príncipe de Áscoli y marqués de Atela, convirtiéndose de este modo en su sucesor legítimo. Sin embargo, el embajador veneciano Sorozano, y el embajador francés Saint-Sulpice, informaban del nacimiento de una niña, por lo que parece que Antonio Luis de Leyva fue hijo del príncipe de Ascoli, mientras que la niña fue hija del rey Felipe. A pesar de su vida desordenada, el hijo de Eufrasia, Antonio Luis de Leyva, IV príncipe de Áscoli, y gobernador perpetuo de San Germán en el Reino de Nápoles, consiguió llegar a ser maestre general del ejército del conde de Fuentes, y en 1581 contrajo matrimonio con Magdalena Porcia de Marín Fernández de Lugo y Mendoza, duquesa de Terranova.
Unos pocos años después, en Roma, un cardenal le preguntó a su agente en Madrid si Felipe tenía una hija ilegítima. Después de una cuidadosa investigación, el agente respondió: "Hasta el momento, no he escuchado una palabra sobre ninguna hija natural de su majestad, y aunque he oído que algunos príncipes tienen alguna pretensión de ser sus hijos, no lo creo, porque su majestad no ha dado ninguna señal de reconocerlos como tales.
Sin embargo, otros quedaron crédulos sobre el posible hijo ilegítimo, cuando William Cecil, barón de Burghley (principal consejero de Isabel y antiguo ministro de Felipe y María Tudor), leyó una lista de las aventuras de los caballeros reunidos a bordo de la Armada Española. En mayo de 1588, encontró el nombre de "El príncipe de Ascoli" y anotó él: "El hijo bastardo del rey Español". Así mismo, diez años más tarde, un manuscrito en inglés preparado para el favorito de Isabel, el conde de Essex, dedicó una página a la "relación adúltera" de Felipe con Doña Eufrasia.
Hans Khevenhüller, embajador imperial en Madrid, anotó en su diario que «por estos mismos días [de la festividad de San Juan de 1595] dos alcaldes de corte entraron a mano armada con mucha gente y ministros en las casas del príncipe de Áscoli a prenderle, el cual aunque entonces escapó, después fue preso en hábito de villano. No mucho después prendieron a don Luis de Toledo, sobrino del gran duque de Florencia por parte de madre, ambos a dos por el pecado nefando». Algún tiempo después el mismo embajador anotaba:

El año pasado dijimos que el príncipe de Áscoli y don Luis de Toledo, sobrino del gran duque de Florencia, habían sido presos por sospechas del pecado nefando y, por no haber confesado en el tormento don Luis de Toledo fue hallado sin culpa y dado por libre; el de Áscoli fue condenado a que sirviese diez años en una fortaleza y a diez de destierro a veinte millas de la corte y en diez mil ducados para gastos de justicia.

Seguía el embajador hablando de otro caso de la misma naturaleza ocurrido en Sevilla en el que también aparecía implicado un aristócrata y concluía con la única respuesta que se alcanzó del rey, que no fue otra «sino que se hiciese justicia».

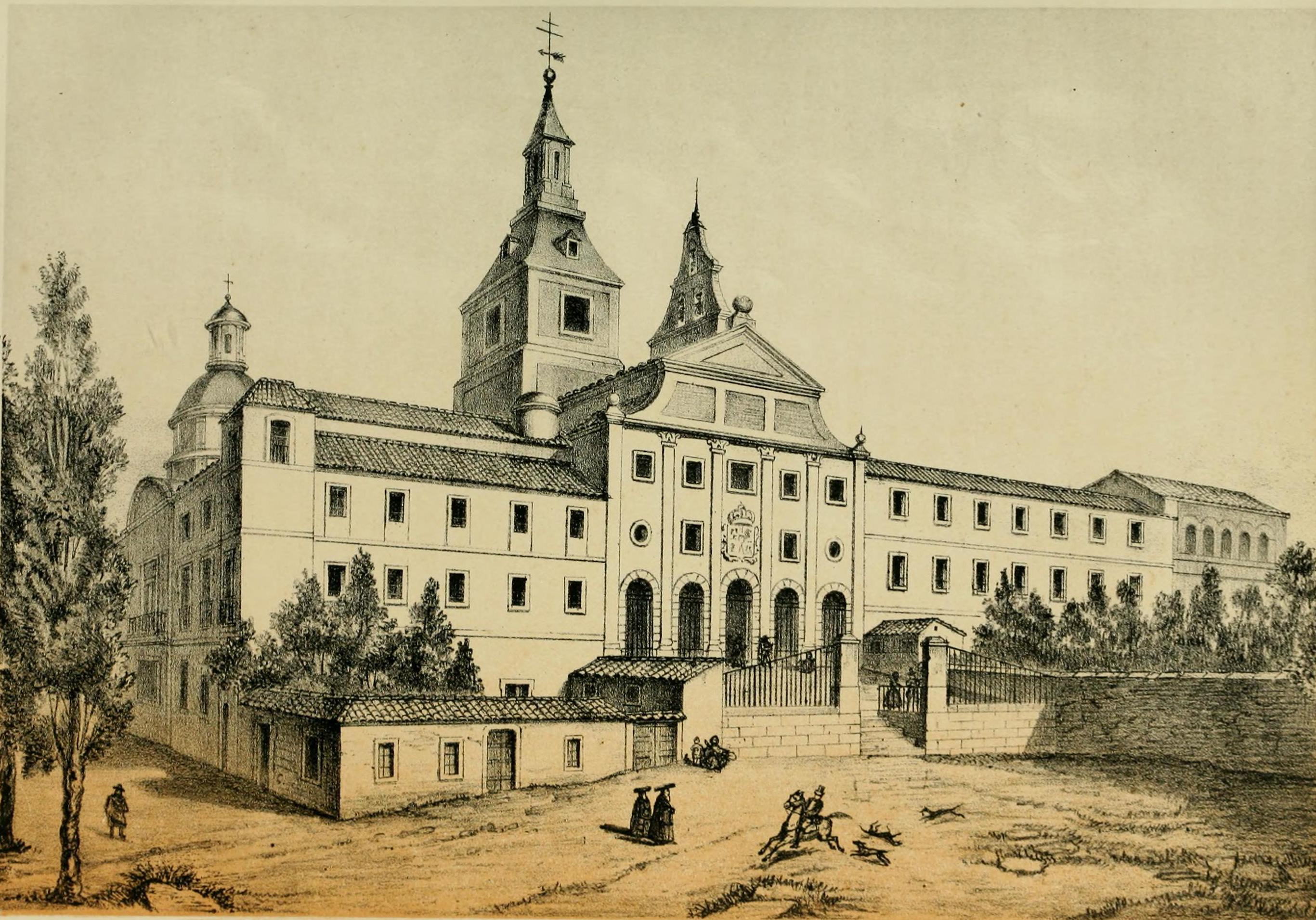
Antiguo convento de Copacabana, ahora convento de Agustinos Recoletos. Madrid.

Eufrasia fundó el convento de Agustinos Recoletos de Madrid, 25 de febrero de 1592, sobre unos terrenos de Prado Viejo que fueron cedidos por la princesa a los Agustinos Recoletos. En este convento fue enterrado el pintor pacense Francisco de Zurbarán, pero sus restos se perdieron durante el derribo del convento. En primer momento, los agustinos ocuparon las casas allí existentes. Más tarde, a principios del siglo XVII, comenzaron las obras del nuevo convento, que concluyeron en 1620. Además de los terrenos cedidos por la fundadora, los monjes compraron a lo largo de la primera mitad del siglo huertas colindantes, ampliando notablemente la extensión del convento. En 1837 los monjes fueron expulsados y el convento desamortizado. Fue el propio Mendizábal quien lo compró en pública subasta. Poco después fue derribado.
Existe una escritura, en la cual queda constancia de la donación y renuncia mediante la cual, Eufrasia de Guzmán, Princesa de Asculí, renuncia a favor de su hermano, Gonzalo Franco de Guzmán, de heredar todos los bienes que le corresponden de la herencia de su madre.